# کارباسفم

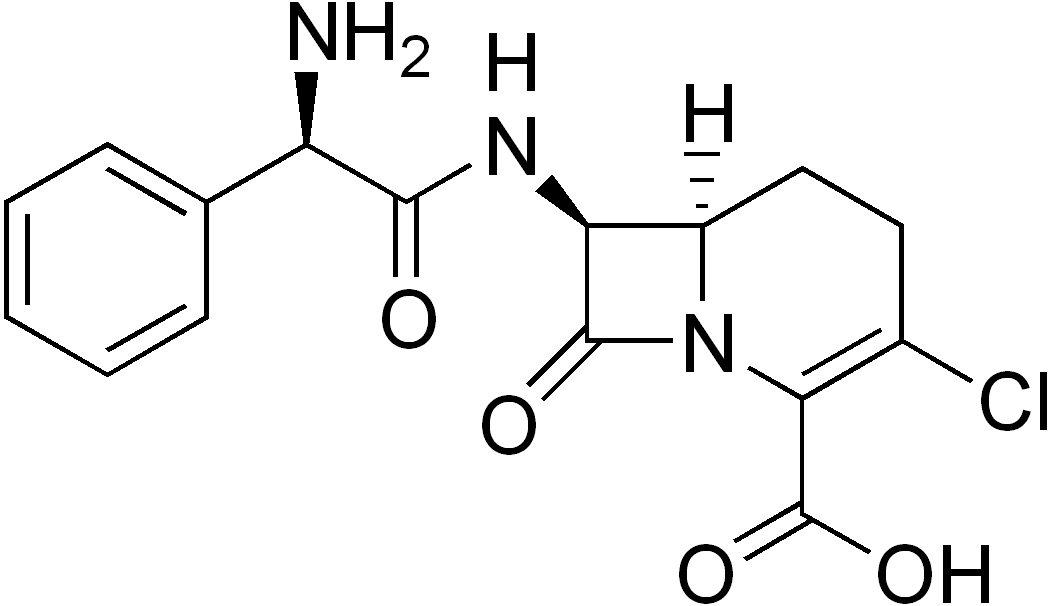
لوراکاربف، یک کارباسفم است.

کارباسفم‌ها دسته‌ای از آنتی‌بیوتیک های مصنوعی هستند که ساختار سفالوسپورینی داشته و یک سفم محسوب می شوند. کارباسفم‌ها مشابه سفم‌ها هستند، با این تفاوت که در آن‌ها کربن جایگزین گوگرد شده است.
این آنتی بیوتیک‌ها با جلوگیری از سنتز دیواره سلولی از تقسیم سلول های باکتریایی جلوگیری می کنند. 